# Le Mesnil-Vigot
Le Mesnil-Vigot és un municipi francès situat al departament de la Manche i a la regió de Normandia. L'any 2007 tenia 245 habitants.

## Demografia

### Població
El 2007 la població de fet de Le Mesnil-Vigot era de 245 persones. Hi havia 84 famílies de les quals 20 eren unipersonals (12 homes vivint sols i 8 dones vivint soles), 32 parelles sense fills, 28 parelles amb fills i 4 famílies monoparentals amb fills.
La població ha evolucionat segons el següent gràfic:
Habitants censats

### Habitatges
El 2007 hi havia 113 habitatges, 89 eren l'habitatge principal de la família, 15 eren segones residències i 9 estaven desocupats. Tots els 113 habitatges eren cases. Dels 89 habitatges principals, 70 estaven ocupats pels seus propietaris, 18 estaven llogats i ocupats pels llogaters i 1 estava cedit a títol gratuït; 5 tenien dues cambres, 9 en tenien tres, 23 en tenien quatre i 51 en tenien cinc o més. 64 habitatges disposaven pel capbaix d'una plaça de pàrquing. A 39 habitatges hi havia un automòbil i a 37 n'hi havia dos o més.

### Piràmide de població
La piràmide de població per edats i sexe el 2009 era:
| Homes | Edats   | Dones |
| ----- | ------- | ----- |
| 0     | 95 o +  | 0     |
| 0     | 90 a 94 | 0     |
| 0     | 85 a 89 | 12    |
| 0     | 80 a 84 | 0     |
| 8     | 75 a 79 | 0     |
| 4     | 70 a 74 | 12    |
| 8     | 65 a 69 | 0     |
| 4     | 60 a 64 | 4     |
| 0     | 55 a 59 | 8     |
| 8     | 50 a 54 | 8     |
| 16    | 45 a 49 | 0     |
| 8     | 40 a 44 | 8     |
| 4     | 35 a 39 | 8     |
| 16    | 30 a 34 | 12    |
| 4     | 25 a 29 | 4     |
| 0     | 20 a 24 | 0     |
| 4     | 15 a 19 | 16    |
| 4     | 10 a 14 | 4     |
| 16    | 5 a 9   | 8     |
| 4     | 0 a 4   | 4     |

## Economia
El 2007 la població en edat de treballar era de 142 persones, 95 eren actives i 47 eren inactives. De les 95 persones actives 80 estaven ocupades (51 homes i 29 dones) i 15 estaven aturades (4 homes i 11 dones). De les 47 persones inactives 16 estaven jubilades, 6 estaven estudiant i 25 estaven classificades com a «altres inactius».

### Ingressos
El 2009 a Le Mesnil-Vigot hi havia 89 unitats fiscals que integraven 229 persones, la mediana anual d'ingressos fiscals per persona era de 14.267 €.

### Activitats econòmiques
Dels 11 establiments que hi havia el 2007, 3 eren d'empreses de construcció, 3 d'empreses de comerç i reparació d'automòbils, 1 d'una empresa de transport, 1 d'una empresa d'hostatgeria i restauració, 1 d'una empresa financera, 1 d'una empresa de serveis i 1 d'una entitat de l'administració pública.
Dels 5 establiments de servei als particulars que hi havia el 2009, 1 era un taller de reparació d'automòbils i de material agrícola, 1 fusteria, 1 lampisteria, 1 electricista i 1 restaurant.
L'any 2000 a Le Mesnil-Vigot hi havia 13 explotacions agrícoles.

## Poblacions més properes
El següent diagrama mostra les poblacions més properes.